# Luca Sbisa
Luca Sbisa (ur. 30 stycznia 1990 w Ozieri, Włochy) – szwajcarski hokeista pochodzenia włoskiego, reprezentant Szwajcarii, olimpijczyk.

## Kariera klubowa
- Zug U20 (2005–2007)
- EV Zug (2007)
- Seewen (2007)
- Lethbridge Hurricanes (2007–2009)
- Philadelphia Phantoms (2008)
- Philadelphia Flyers (2008–2009)
- Anaheim Ducks (od 2009)
  -  Portland Winterhawks (2010)
  -  Syracuse Crunch (2010)
  -  HC Lugano (2012–2013)
- Vancouver Canucks (2014-2017)
- Vegas Golden Knights (2017-2018)
- New York Islanders (2018-2019)
- Winnipeg Jets (2019-)

Wychowanek EV Zug. W 2007 wyjechał do Kanady i przez trzy lata grał w juniorskich rozgrywkach WHL w ramach CHL. W międzyczasie w drafcie NHL z 2008 został wybrany przez Philadelphia Flyers. W sezonie 2008/2009 był zawodnikiem tego klubu w lidze NHL. Jednocześnie grał także w zespole farmerskim w lidze AHL). W czerwcu 2009 został zawodnikiem Anaheim Ducks. W marcu 2011 przedłużył kontrakt o cztery lata. Od września 2012 do stycznia 2013 tymczasowo na okres lokautu w sezonie NHL (2012/2013) związany kontraktem z rodzimym klubem, HC Lugano. Od czerwca 2014 zawodnik Vancouver Canucks (w toku wymiany, w ramach której z Anaheim do Vancouver został przekazany wraz z nim Nick Bonino, a w przeciwnym kierunku Ryan Kesler). Od czerwca 2017 zawodnik beniaminka NHL, Vegas Golden Knights. We wrześniu 2018 przeszedł do New York Islanders. W październiku 2019 prawa do niego przejął Anaheim Ducks, skąd został natychmiast przetransferowany do Winnipeg Jets. Rok potem przedłużył tam kontrakt o rok.
W barwach Szwajcarii uczestniczył w turniejach zimowych igrzysk olimpijskich 2010, mistrzostw świata w 2011, 2012. W barwach zespołu Europy brał udział w turnieju Pucharu Świata 2016.

## Sukcesy
Reprezentacyjne
- Finał Pucharu Świata: 2016 z kadrą Europy

Klubowe
- Mistrzostwo dywizji NHL: 2013 z Anaheim Ducks

Indywidualne
- Sezon CHL 2007/2008: CHL Top Prospects Game